# كيفن راشد جونسون
كيفن «راشد» جونسون (مواليد 3 أكتوبر 1971 في ريتشموند، فيرجينيا) هو ثوري وكاتب وفنان وناشط اجتماعي وعضو مؤسس في حزب الفهود السود الأفريكاني الجديد، وعضو مؤسس في حزب الفهود السود الثوري بين الطوائف (الذي انفصل عن حزب الفهود السود الأفريكان الجديد في ديسمبر 2020)، وعضو في اللجنة المنظمة للعمال المسجونين، وسجين في قسم إعادة التأهيل والتصحيح في أوهايو.
أدين جونسون، تاجر مخدرات سابق، بالقتل في عام 1990، وحكم عليه بالسجن مدى الحياة. يؤكد أنه بريء وأدين ظلمًا.

## السجن
وفقًا لسيرته الذاتية الرسمية، فقد أمضى حوالي 18 عامًا في الحبس الانفرادي، درس خلالها القانون ورفع بعد ذلك عددًا من الدعاوى القضائية ضد نظام السجون.
في عام 2017، تم نقل جونسون من إدارة العدالة الجنائية في تكساس إلى إدارة السجون في فلوريدا بزعم وجود سلاح في زنزانته، رغم أنه يدعي أنه تم نقله نتيجة «النشر المستمر لانتهاكات نظام السجون في تكساس».
اتهم جونسون بالتحريض على أعمال شغب في 10 يناير 2018، بعد المساعدة في تنظيم إضراب في السجون مركزه فلوريدا، وبعد نشر مقال ذي صلة على الموقع الأناركي إتس غوينغ داون. شرح جونسون في مقاله، بعنوان سجناء فلوريدا يتركونها، بالتفصيل ما يعتبره «الظروف المرفوضة» للسجناء، بما في ذلك العمل غير المأجور، والتلاعب في الأسعار، و«عملية احتيال كسب الوقت التي حلت محل الإفراج المشروط». رغم تأكيد ولاية فلوريدا أن الإضراب لم يحدث أبدًا، غير أن مجموعات حقوق السجون أصدرت بيانات تزعم أن «السجناء في أكثر من اثني عشر منشأة إما أضربوا أو عوقبوا بشكل استباقي لمنعهم من القيام بذلك». زعم محامو جونسون أنه تعرض للتعذيب انتقامًا أثناء احتجازه في الحبس الانفرادي، وتم حبسه في زنزانة غير مدفأة في درجات حرارة منخفضة.
في أغسطس 2021، أشار بيان صادر عن حزب الفهود السود الثوري بين الطوائف إلى أنه قد تم نقل جونسون من إنديانا إلى أوهايو، حيث زعم أنه تعرض للتهديد بالإعدام دون محاكمة، ومنع من الكتابة أو التواصل مع داعميه.

## الكتابة والآراء السياسية
جونسون هو مساهم متكرر في صحيفة سان فرانسيسكو باي فيو.
يؤكد جونسون أن العمل في السجون هو شكل من أشكال العبودية الحديثة، وكتب في صحيفة الغارديان:
تم في نهاية الحرب الأهلية في عام 1865، إدخال التعديل الثالث عشر إلى الدستور الأمريكي. وبموجب شروطه، لم يتم إلغاء الرق، بل تم إصلاحه فقط. وأي شخص أدين بجريمة بعد عام 1865 يمكن أن تؤجره الدولة لشركات خاصة تستخدمه لتنفيذ عملها مقابل أجر ضئيل أو بدون أجر. ومن بعض النواحي، أدى ذلك إلى خلق ظروف أسوأ مما كانت عليه في أيام العبودية، حيث لم تكن الشركات الخاصة ملزمة برعاية عمالها القسريين - ولم توفر أي رعاية صحية أو أغذية مغذية أو ملابس للأفراد الذين تستغلهم.